# Ever Fallen in Love (With Someone You Shouldn't've)
Singles de Buzzcocks
Love You More
(1978) Promises
(1978)
Ever Fallen in Love (With Someone You Shouldn't've) est une chanson interprétée par le groupe britannique de punk rock Buzzcocks écrite et composée par son chanteur et guitariste Pete Shelley. Sortie en single en septembre 1978, elle est extraite de l'album Love Bites.
La chanson est un succès et se classe 12e au Royaume-Uni et 14e en Irlande, soient les meilleurs classements obtenus par un single du groupe dans ces deux pays.
Selon Pete Shelley, l'idée de la chanson vient d'une réplique de la comédie musicale Blanches colombes et vilains messieurs (Guys and Dolls).
Le magazine britannique New Musical Express la place en tête des morceaux de l'année (Tracks of the year) 1978. La chanson est sélectionnée par le Rock and Roll Hall of Fame comme étant l'une des 660 « chansons qui ont façonné le rock 'n' roll ».

## Reprises
Ever Fallen in Love (With Someone You Shouldn't've) a été reprise plusieurs fois, notamment par les Fine Young Cannibals en 1986 sur la bande originale du film de Jonathan Demme Dangereuse sous tous rapports (Something Wild). Cette version est un succès dans plusieurs pays. Elle est incluse dans le deuxième album du groupe, The Raw and the Cooked.
En 2005, un collectif d'artistes réunissant David Gilmour, El Presidente, Elton John, Pete Shelley, Peter Hook, Robert Plant, Roger Daltrey, Soledad Brothers, The Datsuns et The Futureheads reprennent la chanson en hommage au disc jockey, animateur de radio et journaliste britannique John Peel sur un single caritatif dont les bénéfices sont reversés à Amnesty International. Le single se classe 28e au Royaume-Uni.
La version enregistrée par l'actrice néo-zélandaise Amanda Billing (en) pour le soap opera Shortland Street en 2011 atteint la 24e place des charts en Nouvelle-Zélande.
D'autre artistes ont repris la chanson, parmi lesquels Pete Yorn, Nouvelle Vague, Billy Talent, Kim Wilde.

## Classements hebdomadaires
| Classement (1978)              | Meilleure position |
| ------------------------------ | ------------------ |
| Irlande (IRMA)                 | 14                 |
| Royaume-Uni (UK Singles Chart) | 12                 |

| Classement (2012)              | Meilleure position |
| ------------------------------ | ------------------ |
| Royaume-Uni (UK Singles Chart) | 98                 |

| Classement (1986-1987)                 | Meilleure position |
| -------------------------------------- | ------------------ |
| Afrique du Sud (Springbok Radio)       | 1                  |
| Allemagne (GfK Entertainment)          | 19                 |
| Australie (Kent Music Report)          | 20                 |
| Belgique (Flandre Ultratop 50 Singles) | 28                 |
| Irlande (IRMA)                         | 10                 |
| Nouvelle-Zélande (RMNZ)                | 23                 |
| Pays-Bas (Nederlandse Top 40)          | 35                 |
| Pays-Bas (Single Top 100)              | 34                 |
| Royaume-Uni (UK Singles Chart)         | 9                  |

| Classement (2005)              | Meilleure position |
| ------------------------------ | ------------------ |
| Royaume-Uni (UK Singles Chart) | 28                 |

| Classement (2011)       | Meilleure position |
| ----------------------- | ------------------ |
| Nouvelle-Zélande (RMNZ) | 24                 |

## Certifications
Buzzcocks
| Pays              | Certification | Unités certifiées |
| ----------------- | ------------- | ----------------- |
| Royaume-Uni (BPI) | Platine       | 600 000           |